# Fusobacterium necrophorum
O Fusobacterium necrophorum é um bacilo gram-negativo, anaeróbio, comensal da flora oral, gastrointestinal e genital. É o agente causador mais frequentemente da Síndrome de Lemierre, implicado em quase 81% dos casos, embora outras espécies de Fusobacterium ou mesmo outros gram-negativos possam estar envolvidos.